# Funcionament del Congrés dels Diputats
El funcionament del Congrés dels Diputats s'esdevé en les sessions del Ple.

## Sessions
Les sessions se celebren en general entre els dimarts i els divendres i són públiques excepte quan es tracta en elles assumptes del decor de la cambra o dels seus membres, quan es debaten propostes elaborades en la Comissió de l'Estatut dels Diputats i quan ho acorde el Ple per majoria absoluta. Es deixa lliure als diputats una setmana cada mes perquè s'ocupen d'altres tasques polítiques.
Les sessions extraordinàries són les sessions fetes fora dels períodes ordinaris. Es fan solament quan el Govern espanyol, la Diputació Permanent o la majoria dels diputats ho sol·liciten per a un ordre del dia específic.
L'ordre del dia del Ple està fixat pel president de la cambra segons la Junta de Portaveus. El govern espanyol pot sol·licitar que una sessió específica tracte un assumpte prioritari si aquest compleix els tràmits reglamentaris.

### Debats
Les sessions s'articulen en debats.
És obligatori que els debats començent quan s'haja distribuït abans a cada diputat dels document, informe o dictamen que serveix de base per al debat en 48 hores d'avançat. Els diputats palren quan han demanat i obtingut el permís del President de la cambra. Els discursos es pronúncien de manera personal i de viva veu des de l'escó o des de la tribuna. Es pot contestar a les al·lusions solament en la mateixa sessió o en la següent. Els torns generals d'intervenció en els debats han de ser iniciats pel Grup Mixt.
Les dicussions són tancades per acord de la Presidència, ·d'acord amb la Mesa, quan s'estima que l'assumpte ha sigut suficientment debatut".

### Votacions
Les votacions es fan per a adoptar acords. Per a adoptar els acords, el Congrés i els seus òrgans han d'estar reunits de manera reglamentària i assistint-hi la majoria dels seus membres. Els acords han de ser aprovats per majoria simple dels membres presents perquè siguen vàlids, excepte si la Constitució, les lleis orgàniques o el Reglament del Congrés expressa quelcom distint.
El vots dels diputats és personal i no pot delegar-lo. I no pot participar en les votacions relatives a les resolucions que afecten el seu estatut de diputat.
La votació pot fer-se:
- Per assentiment a la proposta de la presidència: quan són enunciades no hi ha cap oposició o objecció.
- De manera ordinària: alçant-se del seient primer qui estiga d'acord, després qui no i finalment qui s'abstinga, o per procediment electrònic.
- De manera pública per crida: consisteix en el fet que un secretari nomena als diputats i aquests diuen sí, no o abstenció. És el mètode emprat per a la votació de la investidura del President del Govern, les mocions de censura i les qüestions de confiança.
- De manera secreta: mitjançant paperets o electrònicament. Quan s'elegisca a una persona o quan la Presidència ho decideix.

Davant el cas d'empat, es realitza la votació una segona vegada i si torna a ocórrer, la votació queda suspesa durant el termini fixat per la Presidència. Quan s'acaba el termini, es repeteix i si persisteix l'empat, es considera rebutjat l'assumpte objecte de votació.

### Declaració d'urgència
A petició del govern d'Espanya, grups parlamentaris o una cinquena part dels diputats, la Mesa del Congrés pot acordar que un assumpte siga tractat per procediment d'urgència. Si hi ha un tràmit en curs, el procediment d'urgència s'aplica per als tràmits següents.

## Publicacions
Les publicacions del Congrés dels Diputats de caràcter oficial són:
- El Butlletí Oficial de les Corts Generals, en la secció Congrés dels Diputats, segons estableix el Reglament del Congrés.
- El Diari de Sessions, que reprodueix les intervencions i acords fetes en el Ple, la Diputació Permanent i les Comissions que no tinguen caràcter secret.